# Lorenzo Granai
Lorenzo Granai (Siena, 7 febbraio 1972) è un copilota di rally italiano vincitore di tre campionati italiani.

## Carriera
Granai fa il suo esordio nei Rally nel 1992. Si laurea Campione italiano Rally assoluto nel 2016, 2019, 2021 come co-pilota dí Giandomenico Basso.
Fa il suo esordio nel Campionato del mondo Rally nel 2005 quando prende parte, in equipaggio con Simone Bertolotti, al Rally di Sardegna conclusosi anzitempo per un ritiro causato da problemi meccanici. I primi punti iridati arrivano col Rally di Finlandia e col Rally RAC GB del 2015, come co-pilota di Lorenzo Bertelli. Torna a punti nel 2022, in occasione del Rally di Nuova Zelanda sempre con Bertelli alla guida, grazie al settimo posto assoluto.

## Vittorie nei rally

### ERC
| # | Anno | Evento                 | Pilota             | Auto                   | Squadra       |
| - | ---- | ---------------------- | ------------------ | ---------------------- | ------------- |
| 1 | 2019 | Rally di Roma Capitale | Giandomenico Basso | Škoda Fabia R5         | New Loran srl |
| 2 | 2021 | Rally di Roma Capitale | Giandomenico Basso | Škoda Fabia Rally2 evo | Movisport     |
| 3 | 2025 | Rally di Roma Capitale | Giandomenico Basso | Škoda Fabia RS Rally2  | -             |

### Altri rally
| #  | Stagione | Campionato            | Evento                                  | Pilota             | Auto                      |
| -- | -------- | --------------------- | --------------------------------------- | ------------------ | ------------------------- |
| 1  | 2006     | Coppa sud-europea     | Rally del Salento                       | Renato Travaglia   | Mitsubishi Lancer Evo IX  |
| 2  | 2006     | Coppa sud-europea     | Rally di San Martino di Castrozza       | Renato Travaglia   | Mitsubishi Lancer Evo IX  |
| 3  | 2008     | Campionato italiano   | Trofeo ACI Como                         | Renato Travaglia   | Abarth Grande Punto S2000 |
| 4  | 2009     | Campionato italiano   | Rally del Ciocco e Valle del Serchio    | Renato Travaglia   | Abarth Grande Punto S2000 |
| 5  | 2009     | Campionato italiano   | Rally del Friuli e delle Alpi Orientali | Renato Travaglia   | Peugeot 207 S2000         |
| 6  | 2010     | Italia Internazionale | Rally Il Ciocchetto                     | Renato Travaglia   | Abarth Grande Punto S2000 |
| 7  | 2013     | Coppa Europea         | Rally di Madera                         | Giandomenico Basso | Peugeot 207 S2000         |
| 8  | 2014     | Campionato italiano   | Rally Italia Sardegna - National        | Giandomenico Basso | Ford Fiesta R5 LPG        |
| 9  | 2016     | Campionato italiano   | Rally di San Marino                     | Giandomenico Basso | Ford Fiesta R5            |
| 10 | 2016     | Campionato italiano   | Rally del Friuli e delle Alpi Orientali | Giandomenico Basso | Ford Fiesta R5            |
| 11 | 2017     | TER                   | Transilvania Rally                      | Giandomenico Basso | Hyundai i20 R5            |
| 12 | 2017     | TER                   | Rallye International du Valais          | Giandomenico Basso | Hyundai i20 R5            |
| 13 | 2018     | TER                   | Telekom Sport Transilvania Rally        | Giandomenico Basso | Škoda Fabia R5            |
| 14 | 2018     | TER                   | Rallye International du Valais          | Giandomenico Basso | Škoda Fabia R5            |
| 15 | 2019     | CIR                   | Rally del Ciocco e Valle del Serchio    | Giandomenico Basso | Škoda Fabia R5            |
| 16 | 2019     | CIR                   | Tuscan Rewind                           | Giandomenico Basso | Škoda Fabia R5            |
| 17 | 2021     | CIR                   | Rally Targa Florio                      | Giandomenico Basso | Škoda Fabia Rally2 evo    |
| 18 | 2021     | CIR                   | Rally Due Valli                         | Giandomenico Basso | Škoda Fabia Rally2 evo    |
| 19 | 2023     | CIR                   | Rally di Sanremo                        | Giandomenico Basso | Škoda Fabia RS Rally2     |
| 20 | 2024     | CIR                   | #RA Rally Regione Piemonte              | Giandomenico Basso | Toyota GR Yaris Rally2    |
| 21 | 2024     | ERT                   | Rally di Sanremo                        | Giandomenico Basso | Toyota GR Yaris Rally2    |
| 22 | 2025     | CIR                   | Rally Il Ciocco e Valle del Serchio     | Giandomenico Basso | Škoda Fabia RS Rally2     |

## Risultati nel mondiale rally

### WRC
| 2005 | Scuderia | Vettura                   |  |  |  |  |     |  |  |  |  |  |  |  |  |  |  |  | Punti | Pos. |
| ---- | -------- | ------------------------- |  |  |  |  | --- |  |  |  |  |  |  |  |  |  |  |  | ----- | ---- |
| 2005 |          | Mitsubishi Lancer Evo VII |  |  |  |  | Rit |  |  |  |  |  |  |  |  |  |  |  | 0     |      |

| 2011 | Scuderia | Vettura                  |  |  |  |  |    |  |  |  |  |  |  |    |    |  |  |  | Punti | Pos. |
| ---- | -------- | ------------------------ |  |  |  |  | -- |  |  |  |  |  |  | -- | -- |  |  |  | ----- | ---- |
| 2011 |          | Mitsubishi Lancer Evo IX |  |  |  |  | 26 |  |  |  |  |  |  | 26 | 20 |  |  |  | 0     |      |

| 2012 | Scuderia | Vettura                                                                |     |  |  |     |    |    |     |  |  |    |  |     |    |  |  |  | Punti | Pos. |
| ---- | -------- | ---------------------------------------------------------------------- | --- |  |  | --- | -- | -- | --- |  |  | -- |  | --- | -- |  |  |  | ----- | ---- |
| 2012 |          | Mitsubishi Lancer Evo IX Subaru Impreza STi N16 Subaru Impreza STi N15 | Rit |  |  | Rit | 23 | 24 | Rit |  |  | 22 |  | Rit | 29 |  |  |  | 0     |      |

| 2013 | Scuderia | Vettura                |     |    |     |     |     |  |  |  |  |  |  |  |  |  |  |  | Punti | Pos. |
| ---- | -------- | ---------------------- | --- | -- | --- | --- | --- |  |  |  |  |  |  |  |  |  |  |  | ----- | ---- |
| 2013 |          | Subaru Impreza STi N16 | Rit | 20 | Rit | Rit | Rit |  |  |  |  |  |  |  |  |  |  |  | 0     |      |

| 2015 | Scuderia    | Vettura            |  |  |  |  |  |     |    |    |  |    |     |     |    |  |  |  | Punti | Pos. |
| ---- | ----------- | ------------------ |  |  |  |  |  | --- | -- | -- |  | -- | --- | --- | -- |  |  |  | ----- | ---- |
| 2015 | FWRT s.r.l. | Ford Fiesta RS WRC |  |  |  |  |  | Rit | 16 | 10 |  | 15 | Rit | Rit | 10 |  |  |  | 2     | 29º  |

| 2019 | Scuderia              | Vettura                      |  |    |  |  |  |  |  |    |  |  |  |  |  |  |  |  | Punti | Pos. |
| ---- | --------------------- | ---------------------------- |  | -- |  |  |  |  |  | -- |  |  |  |  |  |  |  |  | ----- | ---- |
| 2019 | Sport & Comunicazione | Citroën C3 R5 Škoda Fabia R5 |  | 27 |  |  |  |  |  | 17 |  |  |  |  |  |  |  |  | 0     |      |

| 2021 | Scuderia | Vettura           |    |  |  |  |  |  |  |  |  |  |  |  |  |  |  |  | Punti | Pos. |
| ---- | -------- | ----------------- | -- |  |  |  |  |  |  |  |  |  |  |  |  |  |  |  | ----- | ---- |
| 2021 |          | Citroën C3 Rally2 | 28 |  |  |  |  |  |  |  |  |  |  |  |  |  |  |  | 0     |      |

| 2022 | Scuderia         | Vettura                 |  |  |  |  |  |  |  |  |  |  |   |  |  |  |  |  | Punti | Pos. |
| ---- | ---------------- | ----------------------- |  |  |  |  |  |  |  |  |  |  | - |  |  |  |  |  | ----- | ---- |
| 2022 | M-Sport Ford WRT | Ford Puma Rally1 Hybrid |  |  |  |  |  |  |  |  |  |  | 7 |  |  |  |  |  | 6     | 23º  |

| Legenda | 1º posto | 2º posto | 3º posto | A punti | Senza punti | Ritirato | Squalificato | NP=Non partito C=Gara cancellata | Apice=Power stage |

### WRC-2
| 2013 | Scuderia | Vettura                |     |  |     |  |     |  |  |  |  |  |  |  |  |  |  |  | Punti | Pos. |
| ---- | -------- | ---------------------- | --- |  | --- |  | --- |  |  |  |  |  |  |  |  |  |  |  | ----- | ---- |
| 2013 |          | Subaru Impreza STi N16 | Rit |  | Rit |  | Rit |  |  |  |  |  |  |  |  |  |  |  | 0     |      |

| 2019 | Scuderia | Vettura       |  |    |  |  |  |  |  |  |  |  |  |  |  |  |  |  | Punti | Pos. |
| ---- | -------- | ------------- |  | -- |  |  |  |  |  |  |  |  |  |  |  |  |  |  | ----- | ---- |
| 2019 |          | Citroën C3 R5 |  | 11 |  |  |  |  |  |  |  |  |  |  |  |  |  |  | 0     |      |

| Legenda | 1º posto | 2º posto | 3º posto | A punti | Senza punti | Ritirato | Squalificato | NP=Non partito C=Gara cancellata | Apice=Power stage |

### PWRC/WRC-3
| 2012 | Scuderia | Vettura                                                                |     |  |  |  |   |   |     |  |  |  |  |     |   |  |  |  | Punti | Pos. |
| ---- | -------- | ---------------------------------------------------------------------- | --- |  |  |  | - | - | --- |  |  |  |  | --- | - |  |  |  | ----- | ---- |
| 2012 |          | Mitsubishi Lancer Evo IX Subaru Impreza STi N16 Subaru Impreza STi N15 | Rit |  |  |  | 8 | 5 | Rit |  |  |  |  | Rit | 5 |  |  |  | [ 4 ] |      |

| 2021 | Scuderia | Vettura           |   |  |  |  |  |  |  |  |  |  |  |  |  |  |  |  | Punti | Pos. |
| ---- | -------- | ----------------- | - |  |  |  |  |  |  |  |  |  |  |  |  |  |  |  | ----- | ---- |
| 2021 |          | Citroën C3 Rally2 | 8 |  |  |  |  |  |  |  |  |  |  |  |  |  |  |  | 4     | 54º  |

| Legenda | 1º posto | 2º posto | 3º posto | A punti | Senza punti | Ritirato | Squalificato | NP=Non partito C=Gara cancellata | Apice=Power stage |